# Ottone V di Baviera
Ottone V di Wittelsbach (1346 – Landshut, 15 novembre 1379), detto anche Ottone il pigro, fu duca di Baviera e Principe elettore di Brandeburgo.

## Biografia
Ottone era l'ultimo figlio di Ludovico IV e di Margherita d'Olanda. Ludovico IV, dal 1314 re dei Romani e dal 1328 imperatore del Sacro Romano Impero, perseguì una serrata politica di espansione del potere dei Wittelsbach, oltre alla Baviera e al Palatinato riuscì ad ottenere la marca del Brandeburgo e il Tirolo, e tramite il matrimonio con Margherita, l'Olanda e la contea di Hainaut. Alla sua morte questi territori andarono ai suoi sei figli: Ludovico V, Stefano II, Ludovico VI, Guglielmo I, Alberto I e Ottone V.
Alla morte di Ludovico IV Ottone V aveva appena un anno e fu posto sotto la tutela del fratello maggiore Ludovico V. Il governo congiunto dei sei fratelli durò solo due anni, il 12 settembre del 1349 infatti avvenne una prima suddivisione, l'Alta Baviera, il Brandeburgo e il Tirolo vennero assegnati a Ludovico V, Ludovico VI e Ottone V.
Ottone visse in Olanda insieme alla madre e nella sfera d'influenza dell'imperatore Carlo IV.
Nel 1351, insieme al fratello Ludovico VI, ottenne il margraviato di Brandeburgo mentre l'Alta Baviera venne ceduta a Ludovico V. Nel 1356, con la Bolla d'oro, Ottone e il fratello vennero elevati al titolo di Principi elettori e alla morte del fratello Ludovico VI nel 1365 divenne l'unico margravio di Brandeburgo. Per motivi economici fu però costretto a cedere progressivamente parti del margraviato a Carlo IV che organizzando il matrimonio (1366) con sua figlia Caterina di Boemia legò ancora di più Ottone alla sua sfera di influenza, fino alla fine degli anni '60 del XIV secolo la coppia risiedette per lungo tempo alla corte di Praga.
In assenza di eredi Carlo IV, nel 1371, pretese il margraviato del Brandeburgo e questo creò dei conflitti, Ottone nominò suo erede Federico, figlio del duca Stefano II attirando le ire imperiali. Oltre a radunare un esercito Carlo IV cercò di portare i nobili e le autorità religiose locali dalla sua parte. La situazione economica sfavorevole impedì a Ottone una difesa efficace e Carlo invase il Brandeburgo, Ottone nel 1373 fu costretto a firmare un accordo di cessione del Brandeburgo ma non del diritto di voto da principe elettore che mantenne sino alla morte. Ottone si ritirò in Baviera dal fratello Stefano II, dopo aver ricevuto un congruo indennizzo in denaro.
Con Ottone V finì il dominio dei Wittelsbach sul Brandeburgo, dominio che non fu positivo e che portò quasi alla rovina del margraviato. Questa perdita in parte dovuta all'indolenza e poca propensione all'azione di Ottone V gli valsero, secoli dopo, il soprannome di "il pigro".
È sepolto presso la cripta di famiglia nell'abbazia cistercense di Seligenthal a Landshut.

## Matrimonio
Nel 1366 Ottone sposò Caterina di Boemia, figlia di Carlo IV e Bianca di Valois, già vedova di Rodolfo IV d'Asburgo, senza avere figli.

## Ascendenza
|                            |                       |                        | Genitori                |  |  | Nonni |  |  | Bisnonni             |  |  | Trisnonni             |  |
|                            |                       |                        |                         |  |  |       |  |  | Ottone II di Baviera |  |  | Ludovico I di Baviera |  |
|                            |                       |                        |                         |  |  |       |  |  | Ottone II di Baviera |  |  | Ludovico I di Baviera |  |
|                            |                       | Ludmilla di Boemia     |                         |  |  |       |  |  | Ottone II di Baviera |  |  |                       |  |
| Ludovico II del Palatinato |                       |                        |                         |  |  |       |  |  | Ottone II di Baviera |  |  |                       |  |
|                            |                       | Agnese del Palatinato  | Enrico V del Palatinato |  |  |       |  |  |                      |  |  |                       |  |
|                            |                       | Agnese del Palatinato  | Enrico V del Palatinato |  |  |       |  |  |                      |  |  |                       |  |
|                            |                       | Agnese del Palatinato  | Agnese di Hohenstaufen  |  |  |       |  |  |                      |  |  |                       |  |
| Ludovico il Bavaro         |                       | Agnese del Palatinato  |                         |  |  |       |  |  |                      |  |  |                       |  |
|                            |                       | Rodolfo I d'Asburgo    | Alberto IV il Saggio    |  |  |       |  |  |                      |  |  |                       |  |
|                            |                       | Rodolfo I d'Asburgo    | Alberto IV il Saggio    |  |  |       |  |  |                      |  |  |                       |  |
|                            |                       | Rodolfo I d'Asburgo    | Edvige di Kyburg        |  |  |       |  |  |                      |  |  |                       |  |
| Matilde d'Asburgo          |                       | Rodolfo I d'Asburgo    |                         |  |  |       |  |  |                      |  |  |                       |  |
|                            |                       | Gertrude di Hohenberg  | Burcardo V di Hohenberg |  |  |       |  |  |                      |  |  |                       |  |
|                            |                       | Gertrude di Hohenberg  | Burcardo V di Hohenberg |  |  |       |  |  |                      |  |  |                       |  |
|                            |                       | Gertrude di Hohenberg  | Matilde di Tubinga      |  |  |       |  |  |                      |  |  |                       |  |
| Ottone V di Baviera        |                       | Gertrude di Hohenberg  |                         |  |  |       |  |  |                      |  |  |                       |  |
|                            | Giovanni I di Hainaut | Giovanni d'Avesnes     |                         |  |  |       |  |  |                      |  |  |                       |  |
|                            | Giovanni I di Hainaut | Giovanni d'Avesnes     |                         |  |  |       |  |  |                      |  |  |                       |  |
|                            | Giovanni I di Hainaut | Adelaide d'Olanda      |                         |  |  |       |  |  |                      |  |  |                       |  |
| Guglielmo I di Hainaut     | Giovanni I di Hainaut |                        |                         |  |  |       |  |  |                      |  |  |                       |  |
|                            |                       | Filippa di Lussemburgo | Enrico V di Lussemburgo |  |  |       |  |  |                      |  |  |                       |  |
|                            |                       | Filippa di Lussemburgo | Enrico V di Lussemburgo |  |  |       |  |  |                      |  |  |                       |  |
|                            |                       | Filippa di Lussemburgo | Margherita di Bar       |  |  |       |  |  |                      |  |  |                       |  |
| Margherita II di Hainaut   |                       | Filippa di Lussemburgo |                         |  |  |       |  |  |                      |  |  |                       |  |
|                            |                       | Carlo di Valois        | Filippo III di Francia  |  |  |       |  |  |                      |  |  |                       |  |
|                            |                       | Carlo di Valois        | Filippo III di Francia  |  |  |       |  |  |                      |  |  |                       |  |
|                            |                       | Carlo di Valois        | Isabella d'Aragona      |  |  |       |  |  |                      |  |  |                       |  |
| Giovanna di Valois         |                       | Carlo di Valois        |                         |  |  |       |  |  |                      |  |  |                       |  |
|                            |                       | Margherita d'Angiò     | Carlo II di Napoli      |  |  |       |  |  |                      |  |  |                       |  |
|                            |                       | Margherita d'Angiò     | Carlo II di Napoli      |  |  |       |  |  |                      |  |  |                       |  |
|                            |                       | Margherita d'Angiò     | Maria d'Ungheria        |  |  |       |  |  |                      |  |  |                       |  |
|                            |                       | Margherita d'Angiò     |                         |  |  |       |  |  |                      |  |  |                       |  |